# Église Saint-Pierre de Chilleurs-aux-Bois
Pour les articles homonymes, voir Église Saint-Pierre.
L'église Saint-Pierre est une église catholique située à Chilleurs-aux-Bois, en France.

## Localisation
Cette église est située dans le département français du Loiret, sur la commune de Chilleurs-aux-Bois.

## Historique
L'édifice est inscrit au titre des monuments historiques en 1925.

## Pour approfondir